# The Profiteers
Pour plus de détails, voir Fiche technique et Distribution.
The Profiteers est un film américain réalisé par George Fitzmaurice et sorti en 1919.

## Résumé
Il est considéré comme perdu.

## Fiche technique
- Réalisation : George Fitzmaurice
- Scénario : Ouida Bergère
- Production : Astra Films
- Distribution : Pathé Exchange
- Photographie : Arthur C. Miller
- Durée : 50 min
- Date de sortie: 19 juin 1919

## Distribution
- Fannie Ward : Beverly Randall
- John Miltern : Richard Randall
- Leslie Stuart : Tony Terle
- Edwin Stevens : Everett Dearing